# Várújfalu
Várújfalu (németül: Woppendorf, horvátul: Sovice) Sámfalva része, egykor önálló község Ausztriában, Burgenland tartományban, a Felsőőri járásban.

## Fekvése
Felsőőrtől 20 km-re délkeletre, a Vashegy aljában fekszik.

## Története
A falu annak az elpusztult 13. századi falunak a helyén létesült, melyet a korabeli oklevelek "villa corradi" alakban említenek és Pinkaóvár uradalmához tartozott. Első írásos említése "Ujfalu" néven történt. Német nevét általában a "wappentragern" (pajzshordozók) névből származtatják. A falutól mintegy 200 méterre északra meszet bányásztak és égettek. A falutól délre két kőhíd áll, melyeket azonban már nem használnak. 1830-ban a falu templomot épített. 1873-ban súlyos kolerajárvány pusztított, ennek emlékére emelték a Szent Rozália tiszteletére szentelt kolerakeresztet.
Vályi András szerint "ÚJFALU. Vas Várm. földes Ura Gr. Batthyáni Uraság, fekszik Somfalunak szomszédságában, 556, és annak filiája."
Fényes Elek szerint "Ujfalu, horváth falu, Vas vmegyében, Sámfalva fiókja: 200 kath. lak. Ut. p. Kőszeg. F. u. gr. Batthyáni Gusztáv.."
Vas vármegye monográfiája szerint "Ujfalu. Pinkamenti község, 49 házzal és 301 magyar és német lakossal. Vallásuk r. kath. Postája és távírója Német-Szent-Mihály.''
1910-ben 305, túlnyomórészt német lakosa volt. A trianoni békeszerződésig Vas vármegye Felsőőri járásához tartozott. 1921-ben Ausztria Burgenland tartományának része lett. A községháza 1952-ben épült fel. A gazdák munkáját könnyítette meg az 1966-ban elkezdett földtagosítás. 1969-ben új híd épült a Pinkán. 1975-ben restaurálták a templomot. 1993-ban bővítették a községházát, 1995-ben megkezdődtek a csatornázás munkálatai.

## Nevezetességei
Keresztelő Szent János tiszteletére szentelt római katolikus temploma 1830-ban épült, 1975-ben restaurálták.

## Külső hivatkozások
- Sámfalva hivatalos oldala
- Várújfalu a dél-burgenlandi települések honlapján